# 大尾蛇牙龍鰧
大尾蛇牙龍鰧，為輻鰭魚綱鱸形目鱷鱚亞目叉齒鱚科的其中一種，分布於全球各大洋熱帶及亞熱帶海域，屬深海魚類，棲息深度在水深1000公尺，本魚背鰭硬棘9至10枚；背鰭軟條18至21枚；臀鰭硬棘1枚；臀鰭軟條17至20枚，體長可達12.3 公分。